# Elizabeth Strangman
Elizabeth Strangman ist eine britische Gärtnerin und Pflanzenzüchterin.

## Leben und Wirken
Nach der Schule arbeitete Strangman im Botanischen Garten der Universität Cambridge und erwarb dann ein Diplom in Gartenbau am 1892 gegründeten Studley Horticultural and Agricultural College for Women bei Studley in Warwickshire. Sie fand die Ausbildung trocken und sehr eingeschränkt. Nach ihrem Abschluss arbeitete sie im Garten der Floristin Constance Spry, die in South Audley Street in Mayfair eine Blumenhandlung betrieb, in Winkfield Place in Berkshire als Pflückerin. Dies half ihr, einen Sinn für Farben und Pflanzenkombinationen zu entwickeln.
In den 1960ern wechselte Strangman in die Gärtnerei Washfield in Kent, wo Hilda Davenport-Jones Steingarten- und Waldpflanzen zog und verkaufte. In der Mittagspause experimentierte sie in der Zucht von Lenzrosen beziehungsweise von Helleborus x hybridus und versuchte, die Farben der dunklen Varianten zu verbessern. Als Davenport-Jones 1968 starb, vermachte sie Strangman ihre Gärtnerei. Letztere konnte sich nun verstärkt der Helleboren-Zucht widmen und entwickelte die „Strangman-Hybriden“. Diese zeichnen sich durch klare Farben und runde, überlappende Kelchblätter aus. Es gibt einfache und gefüllte Varianten, und als erste züchtete sie Pflanzen mit Blüten, die einen gefärbten Rand haben (Picotee). Die Helleboren wurden in seinem speziellen Garten vorgestellt, der auch einige der natürlichen Nieswurz-Arten enthielt. Strangman besuchte unter anderem Jugoslawien, um wilde Nieswurzen zu sammeln.
Später wurde Graham Gough ihr Geschäftspartner. Der ehemalige Sänger hatte vorher bereits in der Gärtnerei gearbeitet. Er gründete jedoch 1998 mit seiner Frau Lucy Goffin seine eigene Gärtnerei mit angeschlossenem Garten, Marchants Hardy Plants auf einem Feld in Lewes, East Sussex.
Nach ihrem Rückzug aus dem Geschäftsleben 1999 zog Strangman in ein Fachwerkhaus in einem Dorf in Sussex, wo sie einen ausgedehnten Garten unterhält, der neben Lenzrosen und Nieswurzen wie Helleborus torquatus und H. purpurascens viele andere Frühlingsblüher wie Schneeglöckchen, Trillium rivale,
Erythronium hendersonii, Erythronium dens-canis, Pulmonaria und Krokus enthält.
Zusammen mit Wendy Perry im Bosvigo House in Truro, John Massey, Ashwood Nursery sowie Helen Ballard bei Malvern gehört Strangman zu den wichtigsten Nieswurz-Züchtern in Europa.

## Publikationen
Zusammen mit dem Gartenautor Graham Rice verfasste sie ein Buch über Nieswurze. Es enthält Angaben zur Morphologie der Pflanzen und beschreibt die Wildarten. Der Schwerpunkt liegt jedoch auf der Verwendung von Nieswurzen, insbesondere der orientalischen Hybriden im Garten, und weitere Kapitel beschreiben Pflege, Pflanzenkombinationen Vermehrung und Zucht (ausgewählte Sorten werden in einem eigenen Kapitel beschrieben). In einem weiteren Kapitel werden Gärtner vorgestellt, die Helleboren bevorzugt nutzen oder züchten, wie Hellen Ballard, Robin White oder Margery Fish. Die Photographien stammen von Roger Phillips.